# KNM Uthaug (1965)
Pour les autres navires du même nom, voir KNM Uthaug.
Le KNM Uthaug (numéro de coque : S304) est un sous-marin de classe Kobben de la marine royale norvégienne.

## Fabrication
Le navire a été commandé à Thyssen Nordseewerke à Emden, où la quille a été posée le 31 mai 1965. Il a été lancé le 8 octobre 1965 et a été achevé le 16 février 1966.

## Service
Le navire a été retiré du service et vendu en 1990 au Danemark, qui l’a ajouté à sa flotte sous le nom de HDMS Sælen (S323).
La marine royale danoise le désarme le 25 novembre 2004. Il est aujourd’hui un navire musée.